# 양원제 (심리학)
심리학에서, 양원제(Bicameralism)란 인간의 뇌가 한때 양원제 마음이라고 하는 상태에 있었다고 주장하는 논쟁거리 가설이다. 이 상태에서 뇌의 인지 기능은 말하는 부분과 듣고 복종하는 부분으로 나뉜다는 것이다.
이 용어는 심리학자 줄리언 제인스가 처음 사용하였는데, 그는 1976년의 저서 《양원제 마음의 해체와 의식의 기원》에서 그같은 개념을 소개했다. 여기서 그는 양원제 마음 곧 의식이 두 부분으로 갈라져 있는 상태가 불과 3000년 전까지만 해도 정상적이고 보편적인 인간의 마음 상태였다고 주장했다. 그는 그런 상태를 정부의 양원제에 빗대서 은유적으로 묘사했다. 그런 상태에서는 오른쪽 뇌의 경험과 기억이 환청에 의해서 왼쪽 뇌로 전달된다고 한다. 이같은 양원제 모형은 은유적 언어 습득에 기인하는 의식 양상으로 대체되었다고 제인스는 주장한다. 언어는 주관적 의식과 더욱 추상적인 형태의 사고과정에서 필요한 요소라고 하는 관념은 요즘 대니얼 데네트 등 여러 학자들의 지지를 얻어가고 있다.